# Van Tassell
Van Tassell é uma cidade  localizada no estado norte-americano de Wyoming, no Condado de Niobrara.

## Demografia
Segundo o censo norte-americano de 2000, a sua população era de 18 habitantes.
Em 2006, foi estimada uma população de 18, um aumento de 0 (0.0%).

## Geografia
De acordo com o United States Census Bureau tem uma área de
4,7 km², dos quais 4,7 km² cobertos por terra e 0,0 km² cobertos por água.

## Localidades na vizinhança
O diagrama seguinte representa as localidades num raio de 72 km ao redor de Van Tassell.